# Redemptorista rend
A redemptoristák rendje Liguori Szent Alfonz által alapított római katolikus szerzetesrend. Központja Rómában van; Magyarországon nincsenek jelen.

## Történetük
A rendet Liguori Szent Alfonz alapította Nápolyban 1732. november 9-én, azzal a kimondott céllal, hogy „a szegényeknek hirdesse az Evangéliumot”. Oda akart eljutni – látva a Nápoly környéki pásztorok lelki elhagyatottságát –, ahol az Egyház a legkevésbé van jelen, tehát gyakorlatilag ki akartak kerülni a plébániai rendszer alól, mert ez a rendszer bevált a kisebb-nagyobb településeken, de a vidéken, s különösen a hegyek között élők lelkipásztori ellátása megoldatlan volt. 1742-ben Szent Alfonz nyolc társával erre a misszionálásra tett fogadalmat, majd 1743-ban a hagyományos szerzetesi fogadalmat is letették. 
Jelesebb szerzetesek: Hofbauer Szent Kelemen, aki szerte Európában végzett missziós utakat (tisztelői közé tartozott  Széchényi Ferenc, Széchenyi István apja is); a cseh származású szent John Nepomucene Neumann, aki a Philadelphiai egyházmegye püspökeként Észak-Amerikában kezdte meg legszegényebbek evangelizálását, valamint Majella Szent Gellért testvér, aki csendes visszavonultságban, egy szabóműhelyben élte rendje karizmáját. 
2014-ben 793 közösségben 6400 redeptorista élt. Szlovákiában római katolikus kolostoruk van Pozsonyban, Podolinban és Óhegyen, görögkatolikus pedig Nagymihályban, Sztropkón és Ólublóban.

## Apácák
Liguori Szent Alfonz Tommaso Falcoia megyéspüspök támogatásával 1721-ben Scalában alapította meg a rend női ágát. Kezdetben a vizitációs apácák regulája szerint éltek, de jogilag tőlük függetlenül; majd 1731-ben fogalmazták meg saját regulájukat. A hivatalos pápai jóváhagyást 1750-ben nyerték el. A redeptorista apácák szigorú klauzúrában élnek, ünnepélyes esküt tesznek, de joghatóságilag kolostoraik a megyéspüspök ellenőrzése alatt állnak. 2005-ben 38 kolostorban 382 apáca élt.

## Keleti szertartású ág
Elsőként P. Achil Delaere kanadai belga redemptorista, majd példájára több rendtársa is a 20. század elején Kanadában a bizánci szertartás használatára tért át, abból a célból, hogy a Kanadába bevándorolt keleti szertartású szláv híveket ellássa. 
1913-ban Andrej Szeptickij, a Lembergi görögkatolikus főegyházmegye érseke támogatásával megalakul a galiciai tartomány is, majd 1921-ben a zempléni Sztropkón telepedtek le, illetve 1931-ben megépült nagymihályi rendházuk is.

## Fordítás
- Ez a szócikk részben vagy egészben  a   Congregation of the Most Holy Redeemer című angol Wikipédia-szócikk fordításán alapul.  Az eredeti cikk szerkesztőit annak laptörténete sorolja fel. Ez a jelzés csupán a megfogalmazás eredetét és a szerzői jogokat jelzi, nem szolgál a cikkben szereplő információk forrásmegjelöléseként.